# آلکتوس
آلکتوس (انگلیسی: Allectus; ۱ ژانویهٔ ۰۲۰۱ – 296) یک رومی-بریتانیک غاصب-امپراتور در بریتانیا و شمال گال از 293 تا 296 بود.